# Гемикриптофиты
Гемикриптофиты, сокр. Hm  (от греч. ἡμῐ- — полу-,  κρυπτός — скрытый и φυτόν — растение) — одна из пяти основных типов жизненных форм растений, согласно систематике экологических условий, в которых сформировалась растительность.
Гемикриптофиты классифицируются по почкам возобновления: они в неблагоприятное для вегетации время сохраняются на уровне почвы (либо чуть выше) и защищены чешуями, опавшими листьями и снежным покровом. Возможна дальнейшая классификация: Кристен Раункиер эту жизненную форму подразделил на 3 подтипа: протогемикриптофиты, частично розеточные гемикриптофиты и розеточные гемикриптофиты.
К гемикриптофитам относимы луговые и лесные растения (Молиния, Самолюс Валеранда, Берула прямая, Бородач двухколосый, Зюзник европейский, Смолка клейкая, Тимофеевка луговая, Вяжечка гладкая, Василёк донецкий, Ожика равнинная, Астрагал яичкоплодный, Пузырник ломкий, Стальник маленький, Подорожник Корнута, Ковыль Сырейщикова, Водосбор чернеющий, Частуха злаковая, Ковыль камнелюбивый).